# Bradley Collins
Bradley Collins (Southampton, 18 febbraio 1997) è un calciatore inglese, portiere del Coventry City.

## Carriera
Cresciuto nel settore giovanile del Chelsea, fra il 2017 ed il 2019 viene prestato prima in quarta e poi in terza divisione dove matura esperienza giocando da titolare.
Nel 2019 passa a titolo definitivo al Barnsley con cui debutta in Football League Championship il 31 agosto in occasione del match pareggiato 0-0 contro il Wigan.

## Statistiche
Statistiche aggiornate al 25 ottobre 2023.

### Presenze e reti nei club
| Stagione        | Squadra         | Campionato      | Campionato | Campionato | Coppe nazionali | Coppe nazionali | Coppe nazionali | Coppe continentali | Coppe continentali | Coppe continentali | Altre coppe | Altre coppe | Altre coppe | Totale | Totale | Totale |
| Stagione        | Squadra         | Comp            | Pres       | Reti       | Comp            | Pres            | Reti            | Comp               | Pres               | Reti               | Comp        | Pres        | Reti        | Pres   | Reti   |        |
| --------------- | --------------- | --------------- | ---------- | ---------- | --------------- | --------------- | --------------- | ------------------ | ------------------ | ------------------ | ----------- | ----------- | ----------- | ------ | ------ | ------ |
| 2017-2018       | Forest Green    | FL2             | 39         | -59        | FACup+CdL       | 3+0             | -5 + 0          | -                  | -                  | -                  | FLT         | 3           | -4          | 45     | -68    |        |
| 2018-2019       | Burton Albion   | FL1             | 31         | -32        | FACup+CdL       | 1+3             | -2 + -10        | -                  | -                  | -                  | FLT         | 0           | 0           | 35     | -44    |        |
| 2019-2020       | Barnsley        | FLC             | 19         | -31        | FACup+CdL       | 2+1             | -5 + -3         | -                  | -                  | -                  | -           | -           | -           | 22     | -39    |        |
| 2020-2021       | Barnsley        | FLC             | 22+2       | -20;-2     | FACup+CdL       | 3+2             | -1 + -6         | -                  | -                  | -                  | -           | -           | -           | 29     | -29    |        |
| 2021-2022       | Barnsley        | FLC             | 40         | -55        | FACup+CdL       | 0               | 0               | -                  | -                  | -                  | -           | -           | -           | 40     | -55    |        |
| 2022-2023       | Barnsley        | FL1             | 26         | -25        | FACup+CdL       | 0               | 0               | -                  | -                  | -                  | FLT         | 0           | 0           | 26     | -25    |        |
| Totale Barnsley | Totale Barnsley | Totale Barnsley | 109        | -133       |                 | 8               | -15             |                    | -                  | -                  |             | 0           | 0           | 117    | -148   |        |
| 2023-2024       | Coventry City   | FLC             | 0          | 0          | FACup+CdL       | 0+1             | 0 + -2          | -                  | -                  | -                  | -           | -           | -           | 1      | -2     |        |
| Totale carriera | Totale carriera | Totale carriera | 179        | -224       |                 | 16              | -34             |                    | -                  | -                  |             | 3           | -4          | 198    | -262   |        |